# Rute Miranda
Rute Miranda nasceu em 12 de Junho de 1975, no Porto. É uma actriz portuguesa que iniciou a sua actividade profissional com apenas 17 anos. Reúne um vasto e consistente curriculum no Teatro Português e nas várias vertentes da representação. Foi considerada umas da mulheres portuguesas mais bonitas.

## Televisão
- (2021) - Amor Amor - Lurdes (jovem)
- (2020 - 2021) - Amar Demais - Rosa
- ( 2018 )( Sim Chef)
- ( 2017)( Sim Chef)
- 2016 - Dentro
- 2011 - Rosa Fogo
- 2011 - Sedução - Daniela
- 2010 - A Balada da Margem Sul - A Professora (Rute Miranda]...), ao vivo no Coliseu dos Recreios - RTP 1 (Gala Comemoração 25 de Abril)
- 2010 - Ele é Ela - Sónia
- 2009 - Deixa Que Te Leve - Violante
- 2009 - Olhos nos Olhos
- 2008/2009 - Rebelde Way - Patrícia Abreu
- 2008 - Casos da Vida: A Última Aposta - Ana
- 2008 - Casos da Vida: A Escolha de Camila - Paula
- 2008 - Casos da Vida: Pecados de Família - Rita
- 2008 - Chiquititas - Marina Vilar
- 2008 - Morangos com Açúcar - Isabel
- 2007 - O Quinto Poder - Magda Vasconcelos
- 2005/2006 - Dei-te Quase Tudo - Paula Valentim
- 2005 - Inspector Max - Sissi
- 2004/2005 - Como Uma Onda - Adélia Tv Globo para SIC,(Dennis Carvalho)
- 2004/2005 - Baía das Mulheres - Laurinha
- 2000 - Almeida Garrett

## Teatro
- Inferno de August Strindberg, Encenação Monica Calle Culturgest/Casa Conveniente
- O Vampiro de Belgrado, de Gonçalo M. Tavares. Encenação- Miguel Cabral, Coo-Produção Estufa e Teatro Bruto
- A Balada da Margem Sul, de Hélder Costa e Jorge Palma - Encenação - Helder Costa - A Barraca
- Otelo, de William Shakespeare - ACE / Teatro do Bolhão - Encenação Kuniaki Ida
- Catastrophe, de Samuel Becket – Teatro Plástico/Teatro Helena Sá e Costa - Direcção: Francisco Alves
- Incontinência – Criação Colectiva - Padrão dos Descobrimentos
- Furo Criação Colectiva Teatro Bruto – Teatro Rivoli
- A Hora em que não sabíamos nada uns do outros, Peter Handke; Teatro Nacional S.João - Direcção: José Wallenstein
- Casamento, Vários – Seiva Trupe - Direcção: Fernando Gomes
- Amadeus, de Peter Shafer – Coo-Produção Teatro Nacional S. João e Seiva Trupe - Direcção: Carlos Avilez
- Pericles, de William Shakespeare – Co-Produção Teatro Nacional S. João e Seiva Trupe - Direcção: Ulisses Cruz
- Porto do Século, Vários – Seiva Trupe - Direcção: Fernando Gomes
- Cais Oeste, de Bernard Marie Kóltes – Seiva Trupe - Direcção: Alberto Bookos
- Um Cálice do Porto, Vários – Seiva Trupe - Direcção: Norberto Barroca
- Café Portugal, de Óscar Branco – Grupo Atitudes - Direcção: Óscar Branco
- Alta Tensão, de Óscar Branco – Grupo Atitudes - Direcção: Óscar Branco
- Plim, Plão...Parelha sim, Parelha não, de Maria Menezes e Castro Produção Tramina - Direcção: Fátima Castro
- Feliz Ano Velho, de Acides Nogueira – Seiva Trupe - Direcção: Júlio Cardoso

## Cinema
- 2014 - Eclipse em Portugal
- 2017 - Al Berto
- 2018 - Parque Mayer

## Experiência Pedagógica 1995-1993
- A Farsa de Inês Pereira Gil Vicente - Direcção: João Paulo Costa
- Uma Viagem no Tempo das Descobertas - Direcção: José Caldas
- Tempestade Teatro Isabelino, William Shakespeare - Direcção: João Paulo Costa
- O Século de Ouro Espanhol Vários - Direcção: Júlio Cardoso
- Ópera do Três Vinténs Bertold Brech - Direcção: Francisco Moura - Wakefield College – Inglaterra
- Living Dangerously - Direcção: Dave Bache e Jane Carton
- Para o Sul, Going South - Direcção: António Capelo, João Paulo Costa, David Taylor e Clare Manning

## Formação
- 2006 – Técnicas perante a câmara (Tv./ Cinema) Nicolau Breyner, Act
- 1999 – O Método: The Actor´s Studio – Convento da Arrábida, com: Márcia Haufrecht (Actor´s Studio NY)
- 1993 - Estágio na área de Interpretação WAKEFIELD COLLEGE - Inglaterra
- 1991/1993 – CURSO PROFISSIONAL DE TEATRO/INTERPRETAÇÃO Academia Contemporânea do Espectáculo